# Жернакова (Иркутская область)
Жернакова — деревня в Черемховском районе Иркутской области России. Входит в состав Парфеновского муниципального образования. Находится примерно в 26 км к юго-западу от районного центра.

## Население
| 2002 | 2010 | 2011 | 2012 |
| ---- | ---- | ---- | ---- |
| 132  | ↘117 | →117 | ↗119 |